# Flaccia bicornis
Flaccia bicornis är en insektsart som beskrevs av Ronald Gordon Fennah 1950. Flaccia bicornis ingår i släktet Flaccia och familjen Derbidae. Inga underarter finns listade i Catalogue of Life.